# Golfo di Tereza Klavenes
Il golfo di Tereza Klavenes (in russo залив Тере́зы Клавенес?, zaliv Terezy Klavenes) è un'insenatura lungo la costa settentrionale russa, nel territorio di Krasnojarsk, amministrata dal Tajmyrskij rajon. È situato nella parte sud-occidentale del mare di Laptev.

## Geografia
Il golfo si apre nella parte nordorientale della penisola del Tajmyr (Таймырский полуостров), chiuso tra la terraferma a nord, ovest e sud, e la penisola Lasinius (полуостров Ласиниус) a sudest, che lo separa dal golfo di Sims. Ha una rozza forma triagolare con una lunghezza di circa 40 km e una larghezza di circa 16 km all'imboccatura. La profondità massima è di 6 m.
Vi sfociano i fiumi Gol'covaja (река Гольцовая), Kljaz'ma (река Клязьма) e altri più piccoli.
Lungo la costa settentrionale si apre la baia Prodolgovataja (бухта Продолговатая), mentre su quella meridionale si aprono la baia Otmelaja (бухта Отмелая) e la baia Ilistaja (бухта Илистая).
Alla foce dei due immisari principali si trova il gruppo delle isole Zalivnye (острова Заливные); poco più a est, lungo le sponde meridionali, si trova la piccola isola Ptenec (остров Птенец); all'imboccatura, lungo le sponde settentrionali, si trovano invece le isole Avanpost (остров Аванпост), Forpost (остров Форпост), Kuropačij (остров Куропачий) e Skala (остров Скала), mentre al centro si trova l'isola Krajnij (остров Крайний), la più meridionale delle Isole di Vil'kickij. Al largo, a est oltre l'imboccatura, si trovano invece le isole Komsomol'skaja Pravda.
Le sponde sono basse, paludose, coperte da vegetazione tipica della tundra.
Il golfo di Tereza Klavenes è ghiacciato per gran parte dell'anno.
Fa parte della riserva naturale del Grande Artico, nella sezione "Penisola Čeljuskin".

## Storia
Il golfo fu avvistato per la prima volta da Vasilij Vasil'evič Prončiščev nel 1736, che erroneamente suppose fosse l'estuario del Tajmyra.
Anche Chariton Laptev era a conoscenza del golfo ma, a differenza di molti altri punti della penisola del Tajmyr (esplorati negli anni '30 del 1700), non si avvicinò all'insenatura.
Nel 1741, durante il suo viaggio verso nord, Semën Ivanovič Čeljuskin si fermò nel golfo ma non gli assegnò un nome.
Il golfo fu realmente esplorato e descritto da Roald Amundsen, costretto a fermarvisi a causa del ghiaccio che bloccò la sua spedizione nell'inverno del 1918-19.
Amundsen stesso gli diede il nome dell'amica Therese Klaveness, anche se non si hanno molte informazioni al riguardo. La donna avrebbe creato un comitato a sostegno della nave polare Fram.